# Prosthechea gilbertoi
Prosthechea gilbertoi är en orkidéart som först beskrevs av Leslie Andrew Garay, och fick sitt nu gällande namn av Wesley Ervin Higgins. Prosthechea gilbertoi ingår i släktet Prosthechea och familjen orkidéer.
Artens utbredningsområde är Colombia. Inga underarter finns listade i Catalogue of Life.